# Enyaliopsis carolinus
Enyaliopsis carolinus är en insektsart som beskrevs av Sjöstedt 1913. Enyaliopsis carolinus ingår i släktet Enyaliopsis och familjen vårtbitare. Inga underarter finns listade i Catalogue of Life.